# Descălecatul Țării Românești
Descălecatul Țării Românești se referă la totalitatea evenimentelor ce au dus la formarea statului medieval Țara Românească în perioada 1290–1330. Înainte de consolidarea acestui stat, zona era controlată de triburi migratoare, dintre care ultimii erau cumanii, care îi învinseseră pe pecenegi cu ajutorul Imperiului Bizantin. O legendă vorbește despre Negru Vodă, un herțeg din zona Făgărașului care ar fi traversat Carpații împreună cu unii coloniști și i-ar fi învins pe tătari, fondând Țara Românească și orașele Câmpulung și Curtea de Argeș. Înființarea statului, însă, este legată istoric de figura lui Basarab I, vasal al regelui Ungariei Carol Robert de Anjou, care s-a răzvrătit împotriva acestuia și a învins armatele trimise de rege în bătălia de la Posada.

## Context istoric
Gesta Hungarorum (trad. Faptele ungurilor) sau Cronica Notarului Anonymus, descoperită sub forma unei copii în 1746, la Biblioteca familiei imperiale din Viena și publicată pentru prima dată în 1765 de către Johannes Georgius Schwandtner, menționează existența valahilor în spațiul transilvănean și în Panonia, dar și prezența unor formațiuni prestatale pe teritoriul fostei colonii romanice, Dacia. La jumătatea secolului al X-lea, ungurii sunt opriți din expansiunea lor spre vest la Lechfeld, lângă Augsburg și încep să-și îndrepte atacurile spre estul Tisei. Cronicarul Anonymus al regelui Béla al III-lea prezintă ducatele din acest teritoriu în ordinea în care sunt atacate de către unguri: cel al lui Salanus („țara care se află intre Tisa și Dunăre (...) până la hotarul rutenilor și polonezilor”), al lui Menumorut (între Someș și Mureș cu capitala la Biharea, o cetate întărită situată la 10 km de Oradea), al lui Glad (intre Mureș și Dunăre) și cel al lui Gelou  (între Poarta Meseșului, până la izvoarele Someșului).
Anterior consolidării Valahiei, valuri de popoare migratoare – ultimele fiind cumanii și tătarii – au trecut prin acest teritoriu. Teritoriul a devenit zonă de graniță între Hoarda de Aur (cea mai occidentală parte a Imperiului Mongol) și Regatul Ungariei după 1242. Românii din Muntenia, de la estul râului Olt, au trebuit să plătească tribut mongolilor; iar cei din partea de vest a râului, din Oltenia, erau oprimați de banii Severinului, desemnați de regii Ungariei. Dominația Hoardei de Aur s-a redus în regiune la sfârșitului secolului al XIII-lea  și la acel timp Regatul Ungariei de asemenea a îndurat o puternică criză politică. Aceste evenimente au dat posibilitatea statelor incipiente de pe teritoriu să-și consolideze autonomia.

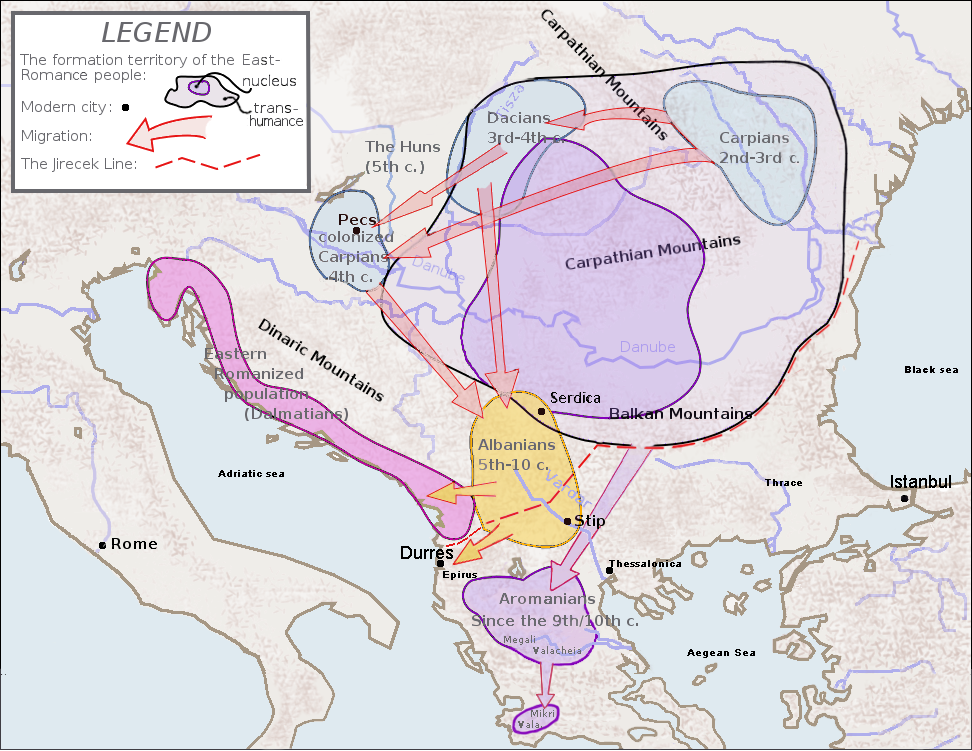
Originile românilor

O tradiție românească consemnează că Valahia a fost întemeiată de un oarecare Radu Negru, venit din regiunea Făgărașului în anii 1290, după traversarea Carpaților Meridionali  „cu mulțime noroade”. Jean W. Sedlar scrie că „mai credibilă” este comunicarea că anumiți boieri români din văile Oltului și Argeșului au ales ca lider pe cineva dintre ei, un anumit Basarab.
A fost voievodul Basarab I (c. 1310–1352) cel care a rupt-o cu Regatul Ungariei și a refuzat să accepte suzeranitatea regelui. Basarab I a primit susținere internațională și recunoașterea autonomiei Valahiei datorită marii sale victorii militare împotriva regelui Carol Robert de Anjou (1301–1342) la Posada pe 12 noiembrie 1330. Scaunul mitropolitan al Valahiei, subordonat direct Patriarhiei Ecumenice de la Constantinopol, a fost înființat în timpul domniei fiului lui Basarab I, Nicolae Alexandru (1352–1364). Primele monede de argint și bronz au fost bătute în Valahia în 1365.

## Primele cnezate și voievodate
Oltenia, spre deosebire de Muntenia, nu a făcut parte din Cumania, influența acestora fiind minimă în această regiune. Banatul de Severin a fost înființat în anii 1230 ca teritoriu al Ungariei, primul ban, Luca, fiind pentru prima dată menționat în 1233. Diploma cavalerilor ioaniți din 1247 este un act de danie al regelui Béla al IV-lea al Ungariei către Cavalerii Ioaniți, oferindu-le „țara Severinului” și „toată Cumania”. Cavalerii își asumau responsabilitatea să apere granițele acestor regiuni și să asigure extinderea maghiarilor în ținuturile dintre Dunăre și Carpați. Diploma atestă primele formațiuni prestatale românești la sud de lanțul muntos carpatic.
„în numele casei ospitalierilor, s-a îndatorat de bună voie, pe sine și casa ospitalierilor să ia arme pentru ajutorarea regatului nostru în vederea apărării credinței creștine, potrivit cu actul scris mai jos, și să se supună și la celelalte îndatoriri ce se vor arăta îndată în această scrisoare, îi dăm și îi dăruim lui, și prin dânsul numitei case, întreaga țară a Severinului împreună cu munții ce țin de ea și cu toate celelalte ce atârnă de ea, precum și cnezatele lui Ioan și Farcaș până la râul Olt, afară de pământul cnezatului voievodului Litovoi, pe care îl lăsăm românilor așa cum l-au stăpânit aceștia și până acum. Totuși [le dăm] în așa fel, încât jumătate din toate foloasele și veniturile și slujbele din întreaga țară a Severinului, amintită mai sus, din cnezatele numite mai sus să o păstram pe seama noastră și a urmașilor noștri, cealaltă jumătate căzând în folosul casei pomenite mai sus, afară de bisericile clădite și cele ce se vor clădi în toate țările sus-zise, din veniturile cărora nu păstrăm nimic pe seama noastră – rămânând totuși neatinse cinstea și drepturile arhiepiscopilor și episcopiilor, pe care știe că le au – lăsând deoparte și toate morile dintre hotarele țârilor amintite, atât cele clădite cât și ce se vor clădi – în afara de cele din țara Litua – precum și toate clădirile și semănăturile făcute pe cheltuiala fraților zisei case, și fânețele și pășunile pentru vitele și oile lor, și pescăriile de la Dunăre și iazurile de la Celei, pe care le păstrăm împreună pe seama noastră și a lor.”
Voievodatul lui Litovoi era situat în marea depresiune a Târgu-Jiului, străbătută de râul Jiu, prelungindu-se spre apus până la depresiunea Tismaniei și în răsărit până la Olt; în sud, se întindea până la regiunea de câmpie, iar în nord îngloba și ținutul Hațegului. Voievodatul lui Seneslau se afla în depresiunea Titestilor sau Arefului, având ca granițe: în sud - regiunea de câmpie și în nord - Țara Făgărașului (inclusiv). Cele două cnezate erau așezate în dreapta Oltului, cel al lui Farcaș în județul Vâlcea, iar cel al lui Ioan probabil se afla mai la sud.
Dintre aceste formațiuni românești, cea care se afirmă la putere este voievodatul lui Litovoi. Acesta s-a răsculat în 1272 împotriva regelui ungar Ladislaus IV dorind să câștige teritoriul Banatului de Severin, un important punct strategic. Armata voievodului se luptă cu cea a lui George, fiul lui Simon, dar este înfrântă. Litovoi moare în timpul bătăliei (probabil purtată undeva în jurul anului 1277, fiind evocată într-o diplomă regală din 1285), iar fratele său, Bărbat, este capturat. Acesta își răscumpără libertatea cu o mare sumă de bani și devine urmașul lui Litovoi la conducere până în 1288.

## Negru Vodă: legenda și interpretările istoricilor

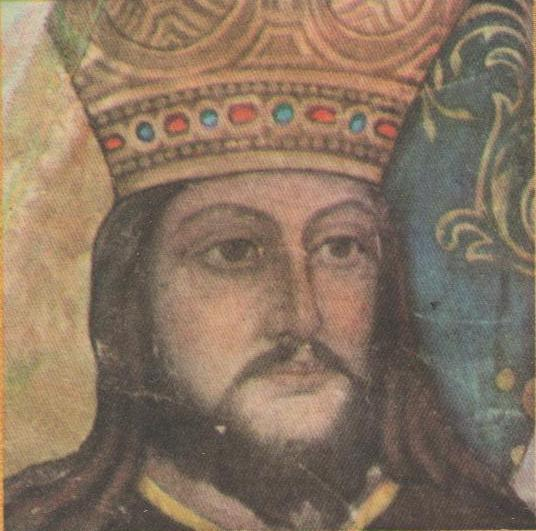
Portretul lui Negru-Vodă

O cronică anonimă susține că Negru-Vodă, un herțeg al Făgărașului și Amlașului, care a înfrânt tătarii și s-a căsătorit cu Doamna Marghita, a fost primul voievod al Țării Românești. Conform legendei, el împreună cu câțiva coloniști din Transilvania („Români, catolici și saxoni”) s-au așezat în 1290 în sudul Carpaților, stabilindu-se la Curtea de Argeș sau Câmpulung, astfel Negru-Vodă devenind fondatorul Țării Românești. Originea Olteniei este dată de același act. Teritoriul era unul separat de Muntenia, fiind cucerit ulterior de românii din Turnu Severin, care au înființat două capitale (la Strehaia și Craiova). După venirea lui Negru Vodă, aceștia i s-au supus. Termenul „descălecat” se referă tocmai la așa-numitele așezări de pe acest teritoriu, însă semnificația lui este controversată, deoarece exista populație română în momentul sosirii lui Negru Vodă, astfel cuvântul putând să aibă semnificația de unificare a teritoriilor sub un singur conducător.
Contestat de istorici este și voievodul, de al cărui nume se leagă înființarea unor biserici, considerându-se a fi o invenție sau fiind confundat cu alți domnitori. Astfel, din cauza lipsei dovezilor concludente, Nicolae Iorga pune la îndoială existența lui Negru Vodă, afirmând că acest nume este doar un pseudonim acordat lui Basarab I, care ar fi, în opinia lui, adevăratul fondator al Țarii Românești. Neagu Djuvara îl identifică cu Thocomerius, tatăl lui Basarab I, sugerând faptul că onomastica se datorează originii cumanice, având o culoare mai închisă a pielii decât majoritatea românilor. Bogdan Petriceicu Hasdeu este de părere că Negru Vodă este în realitate Radu I Basarab, al treilea domn al țării, și afirmă că „Negru” ar fi de fapt denumirea populară a dinastiei Basarabilor. A.D. Xenopol susținea ideea că domnitorul a existat cu adevărat, fiind un nobil transilvănean român, care a fost nevoit să se refugieze în Muntenia din cauza persecuțiilor catolicilor. Negru Vodă a mai fost identificat și cu Vladislav al II-lea, iar confuzia aceasta a fost alimentată de cronicarii munteni, care scriau în funcție de cerințele celor ce erau la putere în acea perioadă.

## Basarab I: obținerea independenței Țării Românești

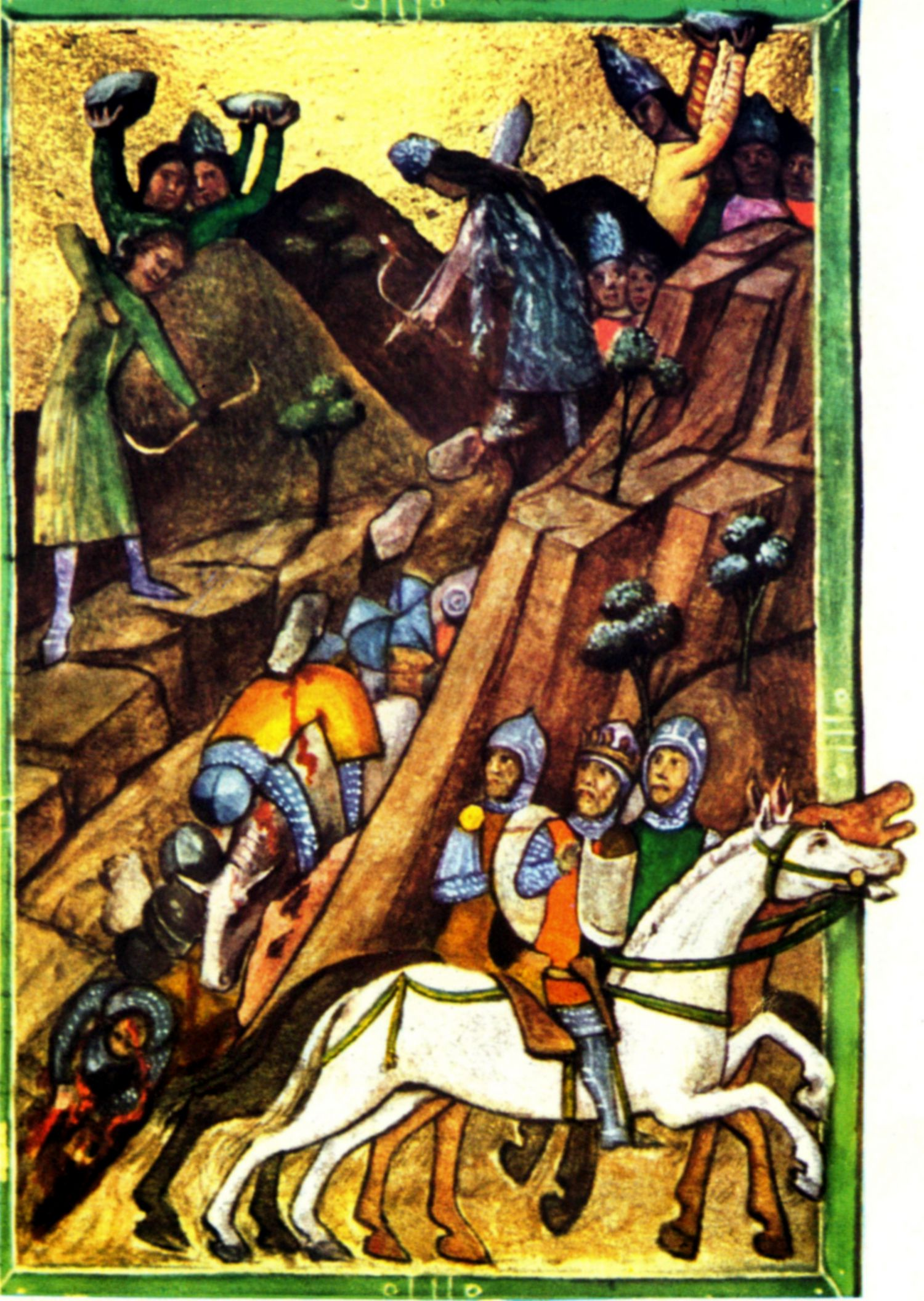
Cronica pictată de la Viena, scena luptei de la Posada (1330)

Lui Bărbat i-a urmat la domnie Tihomir în preajma anului 1290, iar câțiva ani mai târziu (în preajma lui 1310) Basarab I preia tronul. Astfel, în 1324, situația juridică internațională a voievodului era aceea de vasal al Ungariei. Însă voievodul duce o politică externă foarte activă, folosind poziția de expectativă, care îi permitea să realizeze negocieri și acțiuni militare. Intră în conflict cu coroana maghiară, dorind să unească Banatul de Severin la Țara Românească. Au loc negocieri, domnitorul român trebuind să plătească astfel 7000 de mărci de argint, să renunțe la anexarea teritoriului, să trimită un fiu ca garanție la curtea ungară și să plătească tributul anual. Carol Robert de Anjou, devenit rege al Ungariei în 1308, nu acceptă oferta lui Basarab și începe războiul.
În anul 1330, un corp de oaste al Țării Românești a fost înfrânt, alături de oastea țarului bulgar Mihail de la Târnovo și de tătari, la Velbujd, în părțile macedonene, de către sârbi; apoi, folosind acest prilej favorabil, Carol Robert a decis să întreprindă o mare campanie împotriva Țării Românești pentru a-l înlătura pe Basarab, în locul căruia intenționa să numească un dregător regal și astfel să suprime statul românesc de la sud de Carpați. În septembrie 1330, oastea ungară, în fruntea căreia se afla regele Carol Robert, a ocupat cetatea Severin și ținutul înconjurător, pe care le-a concedat cu titlu de banat unuia dintre sfetnicii săi, care ar fi fost mai ascultător față de Ungaria. Oastea ungară a înaintat înlăuntrul țării, însă Basarab a evitat o luptă decisivă. Când regele n-a putut merge mai departe, din necunoașterea drumurilor și din lipsă de hrană, Basarab căzu asupra lui la întoarcere, în munți, la Posada.
În perioada 9-12 noiembrie 1330 are loc bătălia de la Posada, oastea lui Basarab învingând în această vale îngustă oastea maghiară. Regele însuși a scăpat cu greu din dezastru, în vreme ce o parte însemnată a elitei nobiliare și ecleziastice a regatului său a pierit în luptă. Prin această victorie, Țara Românească a obținut independența față de Regatul Ungariei și a putut să se consolideze ca stat unitar între Carpații Meridionali și Dunăre. Înfruntarea cu oastea Regatului maghiar a marcat eșecul definitiv al încercării de a lichida Țara Românească.
Gheorghe Romanescu consideră că victoria de la Posada „reprezintă un moment important în istoria militară românească, afirmând posibilitățile tactice ale unei armate de țară - inferioară din punct de vedere numeric și al dotării cu armament - de a măcina treptat forțele invadatoare prin acțiuni îndrăznețe de hărțuire și a le zdrobi în cele din urmă în bătălia hotărâtoare”.
Fiul lui Basarab, Nicolae Alexandru (1352-1364) a restabilit raporturi de colaborare cu Regatul ungar și a participat la luptele cu tătarii,  respinși în cele din urmă, spre răsărit. În anul 1358, regele Ungariei Ludovic I  și-a manifestat intenția de a exercita o dominație directă în spațiul teritoriului românesc, acordând negustorilor din Brașov dreptul de liberă trecere spre centrele comerciale dunărene și spre Marea Neagră. Respingând această pretenție a regelui Ungariei și o dată cu ea și suzeranitatea Regatului ungar, Nicolae Alexandru își asumă în 1359 titlul de domn autocrat (= conducător cu puteri absolute) și, în urma negocierilor cu conducerea imperiului bizantin, instituie Mitropolia Țării Românești, dependentă de Patriarhia constantinopolitană.